# Pueblo tlaxcalteca
Los tlaxcaltecas son un grupo étnico de filiación nahua que se desarrolló y consolidó en el valle de Puebla-Tlaxcala, en el actual territorio de México, durante el periodo posclásico mesoamericano (c. 1200-1521 d. C.). Su principal característica era su singular organización política, lo que los distinguió notablemente de sus contemporáneos.
En un panorama dominado por monarquías hereditarias y teocráticas, los tlaxcaltecas establecieron una confederación de cuatro señoríos o altépetl autónomos: Tepeticpac, Ocotelulco, Tizatlán y Quiahuiztlán. La entidad conocida como Tlaxcallan, bajo el gobierno de un consejo colectivo, recibe de la investigación moderna la calificación de «república», constituyendo una anomalía política en la Mesoamérica prehispánica. Este sistema de gobierno colegiado se oponía directamente al modelo imperial y centralizado de sus acérrimos rivales, los mexicas.
La trayectoria histórica del pueblo tlaxcalteca está marcada por dos acontecimientos fundamentales que definieron su destino y el de toda la región. El primero fue su exitosa y prolongada resistencia de casi un siglo contra el expansionismo del Imperio mexica, una hazaña que les permitió mantener su independencia a pesar de estar completamente rodeados por territorios hostiles. El segundo fue la forja de una alianza estratégica con la expedición española liderada por Hernán Cortés en 1519. Esta decisión, motivada por su profunda enemistad con Tenochtitlan, convirtió a los tlaxcaltecas en los aliados indígenas más numerosos y decisivos para los conquistadores lo cual fue crucial en la caída del Imperio mexica y en las posteriores campañas de expansión del Imperio español.
Como resultado de esta alianza, la Corona española otorgó a Tlaxcala un estatus privilegiado único en el Virreinato de Nueva España, que incluía una notable autonomía política, exenciones fiscales y el reconocimiento de su nobleza. Los tlaxcaltecas defendieron tenazmente dicho estatus su durante todo el periodo virreinal, con lo que aseguraron la preservación de su identidad y su territorio. No obstante, este mismo legado ha generado una memoria histórica compleja y a menudo contenciosa. Mientras que, desde una perspectiva interna son vistos como cofundadores del país y actores clave en la creación del México moderno, en la narrativa nacional más amplia —forjada tras la Independencia para construir una historia oficial centralista y homogénea— han sido frecuentemente estigmatizados como «traidores» a una causa indígena unificada que nunca existió. El análisis de su historia, por tanto, exige un examen matizado de su estructura política, su resiliencia económica y las pragmáticas decisiones de estado que tomaron en un momento crucial de la historia mundial.

## Historia

### Origen de los tlaxcaltecas

#### Etnogénesis y migración

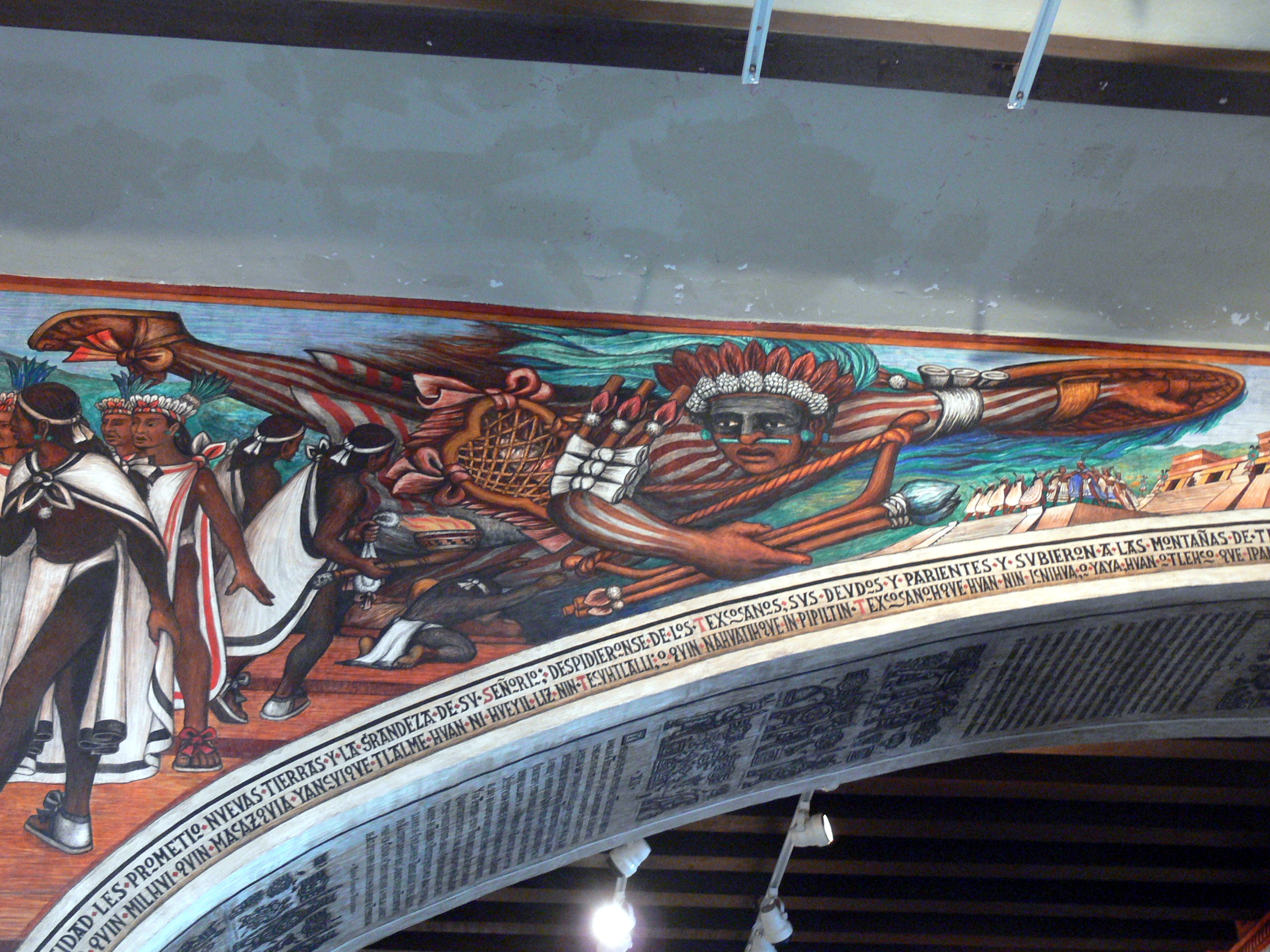
Camaxtli guiando a su pueblo a la tierra prometida, detalle de los Murales del Palacio de Gobierno de Tlaxcala.

Las crónicas sitúan el origen del pueblo tlaxcalteca como parte de los teochichimecas, uno de los siete linajes nahuatlacas que, según la tradición, emergieron del Chicomóztoc, una mítica zona que significa «el lugar de las siete cuevas». Su etnogénesis se enmarca en un complejo proceso de migración que los llevó desde el norte hacia el altiplano central.
Alrededor del año 1290 d. C., este grupo arribó al valle de México y fundó un asentamiento llamado Poyauhtlan, a orillas del lago de Texcoco. Sin embargo, su estancia en esta región fue efímera, pues como llevaban una existencia descrita como primitiva y vivían en cuevas, pronto entraron en conflicto con otros grupos más establecidos, quienes los obligaron a abandonar el valle.
Este exilio forzoso marcó el inicio de una larga peregrinación que los llevó a través de las faldas de los volcanes Popocatépetl e Iztaccíhuatl y por las cercanías de Huexotzinco. Finalmente, su viaje los condujo a la región que hoy conforma el estado de Tlaxcala. Al llegar, encontraron el territorio ocupado por los olmeca-xicalancas, a quienes solicitaron permiso para asentarse, éstos mismos fueron los que les concedieron tierras cerca de un monte llamado Cuatlapanga, donde establecieron su primer enclave.

#### Fundación de Tepeticpac y la Confederación

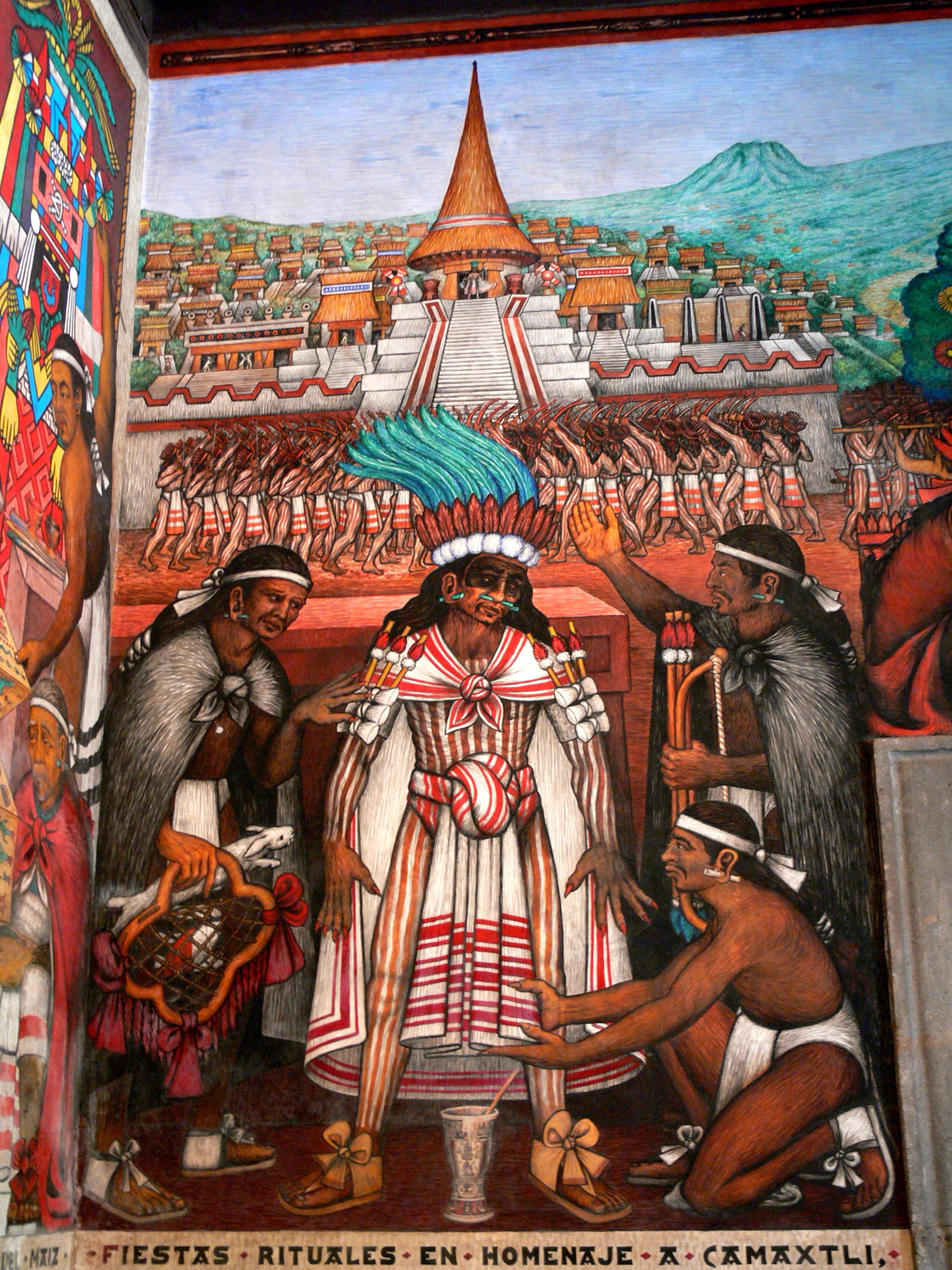
El dios tutelar del pueblo tlaxcalteca, Camaxtli, en los murales del Palacio de Gobierno de Tlaxcala, pintado por Desiderio Hernández Xochitiotzin.

El traslado al cerro de Tepeticpac, cuyo nombre en náhuatl significa «sobre el cerro», marcó un momento decisivo en la consolidación tlaxcalteca. Este movimiento no fue solo un cambio geográfico, sino un acto fundacional. Guiados por su dios tutelar, Camaxtli, y bajo el liderazgo de su caudillo Culhuatecuhtli, los teochichimecas-tlaxcaltecas lograron expulsar de la región a los últimos remanentes de los pueblos olmeca-xicalanca y tolteca.
Con esta victoria militar, se establecieron como los nuevos señores del territorio y fundaron el primer y más antiguo de los cuatro señoríos: Tepeticpac. Con el tiempo, la región en su conjunto adoptó el nombre de Tlaxcallan, que se traduce como «lugar de pan de maíz» o «lugar de tortillas», un topónimo que subraya la importancia de la agricultura, y del maíz en particular, como pilar de su nueva sociedad.
La narrativa de su origen no es meramente un relato mítico, más bien funciona como una carta política que legitima su soberanía y su estructura de gobierno. Al trazar su linaje hasta un origen nahua compartido (Chicomóztoc), pero diferenciándose a través de una ardua peregrinación y la guía de su deidad patronal Camaxtli, construyeron una identidad única forjada en la adversidad. La solicitud de permiso a los olmeca-xicalancas les otorgó una entrada diplomática al territorio, mientras que su posterior victoria militar estableció su derecho a gobernar por la fuerza.
A partir de este núcleo original en Tepeticpac, la nación tlaxcalteca se expandió de manera planificada y sistemática, lo que dio origen a los otros tres señoríos que conformarían la confederación. Este proceso, que tuvo lugar entre aproximadamente 1348 y 1384, no fue resultado de una alianza casual, sino de una fisión deliberada del grupo original, lo que reforzó la idea de un cuerpo político unificado desde su concepción.
- Ocotelulco (c. 1348): Culhuatecuhtli cedió una parte del territorio a su hermano menor, Teyohualminqui, quien fundó el segundo señorío.[19] Ocotelulco, «en el lugar donde hay bolitas de ocote»,[4] creció rápidamente hasta convertirse en el núcleo comercial más importante y el señorío más poblado de la confederación.[20]
- Tizatlán (c. 1365): Su origen está ligado a un conflicto con el señorío de Cholula. Tras un ataque cholulteca que resultó en la muerte del señor de Ocotelulco, un grupo de refugiados huyó y fundó Tizatlán, «lugar entre la tiza o tierra arenosa y blanca».[21] Con el tiempo, este asentamiento se convirtió en un centro político y religioso de gran relevancia, compitiendo en prosperidad con los otros señoríos.[22] [4]
- Quiahuiztlán (c. 1384): El cuarto señorío, cuyo nombre significa «lugar de la lluvia», lo fundaron un grupo de teochichimecas que llegó al valle y a quienes Culhuatecuhtli había prometido tierras.[4] Este señorío se destacó como un centro de producción artesanal.[4]

Este proceso de consolidación se inscribe en un contexto arqueológico más amplio en el valle de Puebla-Tlaxcala, que evidencia una larga historia de ocupación. La región pasó de tener aldeas agrícolas dispersas durante las fases Tzompantepec (1600-1200 a. C.) y Tlatempa (1200-800 a. C.), a desarrollar centros ceremoniales y urbanos más complejos en las fases Texoloc (800-300 a. C.) y Tezoquipan (400-100 a. C.), sentando las bases para el surgimiento de una entidad política poderosa como la que encontraron los españoles.

### La «República» de Tlaxcallan: Una anomalía política en Mesoamérica

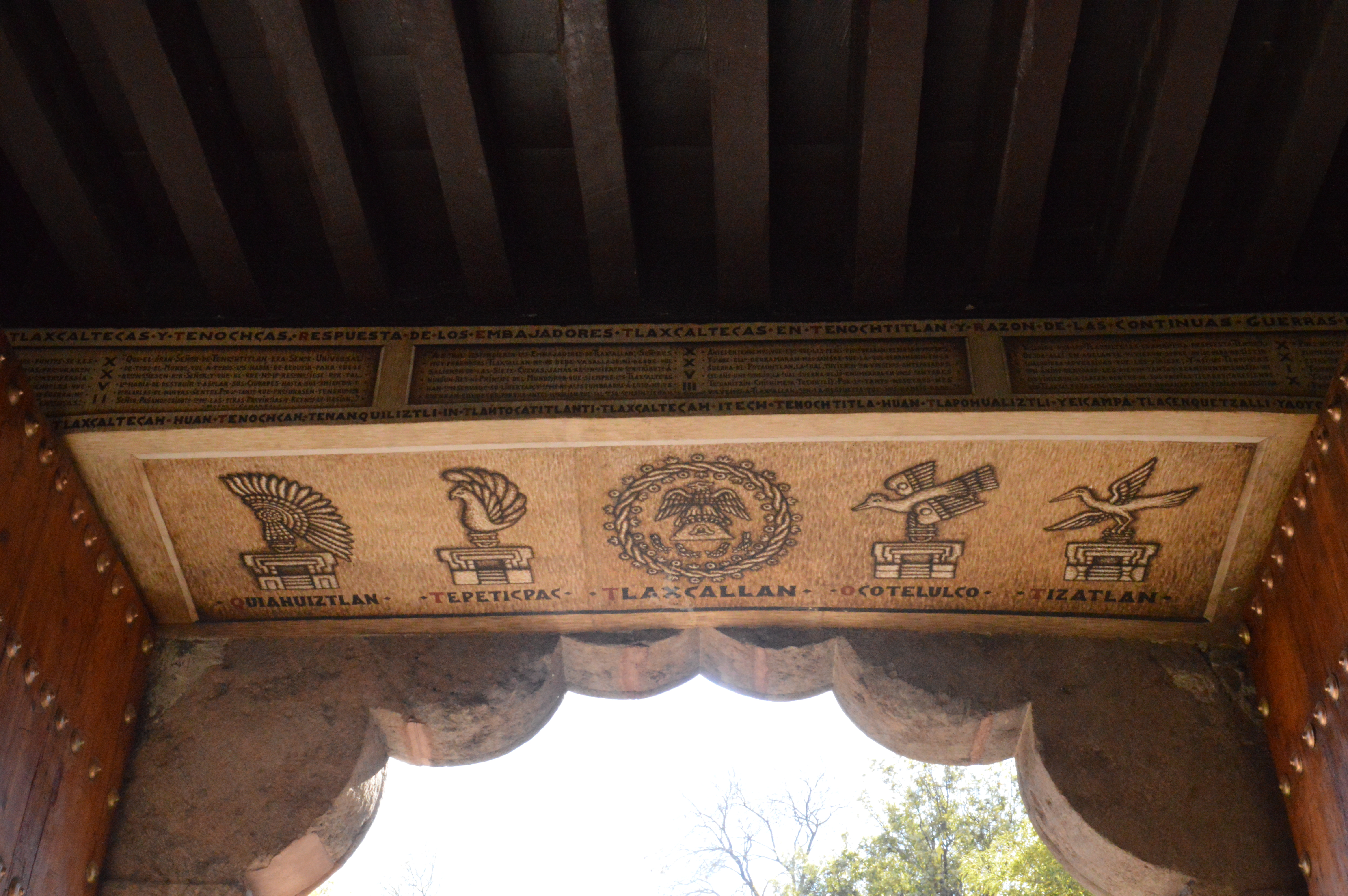
Emblemas y nombres de los Cuatro Señoríos, con el detalle de «Tlaxcallan» al centro.

La característica más distintiva de Tlaxcallan era su sistema de gobierno, una estructura política que la investigación moderna describe a Tlaxcallan como una «república indígena» o un gobierno colectivo (Tlaxkallan Altepeyotl). Este modelo representaba una marcada desviación de la norma mesoamericana, que tendía hacia monarquías centralizadas y hereditarias, como la del Imperio mexica. El principio fundamental del sistema tlaxcalteca era el poder compartido entre múltiples casas señoriales (tekkalli) y la ausencia de un único gobernante supremo o huey tlatoani.
La geopolítica de la región, marcada por un estado de guerra perpetua con un enemigo imperial expansivo, parece haber sido el catalizador para el desarrollo de esta forma de gobierno. Un sistema monárquico es intrínsecamente vulnerable, ya que la muerte o captura de un rey puede desestabilizar todo el estado. En contraste, un gobierno colectivo como el de Tlaxcala, con un consejo y liderazgo militar rotativo, ofrecía una resiliencia y continuidad de mando mucho mayores, convirtiéndose en una adaptación institucional pragmática a una amenaza existencial.

#### La Confederación de los Cuatro Señoríos
La estructura política de Tlaxcallan se basaba en una confederación de sus cuatro cabeceras: Tepeticpac, Ocotelulco, Tizatlán y Quiahuiztlán. Cada uno de estos altépetl gozaba de autonomía para gestionar sus asuntos internos, pero actuaban de manera unificada en cuestiones de estado, especialmente en política exterior, diplomacia y guerra. La confederación más que una simple alianza, era un sofisticado cuerpo político con una clara especialización funcional entre sus miembros: 
- Tepeticpac: Como el señorío original y ubicado en una posición elevada y fortificada, funcionaba como la principal fortaleza militar y se especializaba en asuntos de defensa y relaciones exteriores.[29]
- Ocotelulco: Era el motor económico de la confederación.[29] Albergaba el gran mercado (tianguis), el más grande y concurrido, y era el señorío más poblado y rico.[30]
- Tizatlán: Se consolidó como el corazón político y religioso de Tlaxcallan.[29] En él se encontraban importantes templos y los palacios donde se reunían los consejos para deliberar sobre asuntos de guerra y gobierno.[21]
- Quiahuiztlán: Se destacó como un importante centro para artesanos y su producción.[29]

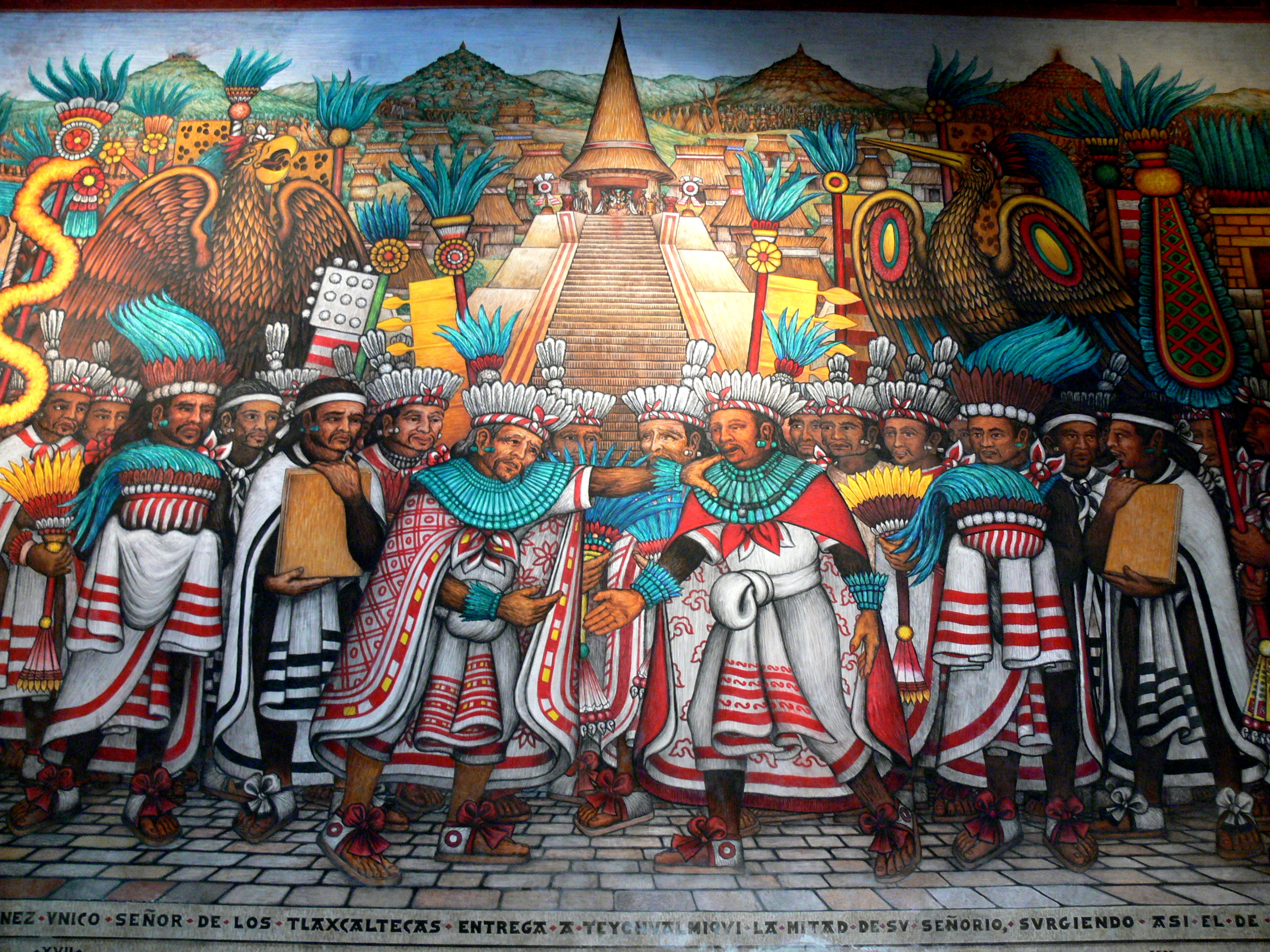
Lo señoríos discutiendo, detalle de los murales del Palacio de Gobierno de Tlaxcala.

#### Estructura de Gobierno
En lugar de que el poder en Tlaxcallan residiera en un solo individuo,lo hacía en una serie de consejos e instituciones colegiadas.
- Consejo de los Cuatro Señores (Nawtetekwtin): Este era el órgano supremo de gobierno, compuesto por el tekwtli o señor gobernante de cada una de las cuatro cabeceras. Las decisiones de mayor trascendencia, como declarar la guerra o firmar la paz, requerían el consenso unánime de sus miembros.[8] En el momento del contacto con los españoles en 1519, este consejo estaba integrado por Tlahuexolotzin de Tepeticpac, Maxixcatzin de Ocotelulco, Xicohténcatl «el Viejo» de Tizatlán y Citlalpopocatzin de Quiahuiztlán.[8] Las fuentes sugieren que este consejo podía tener entre 50 y 200 miembros,[24] quienes asesoraban a los señores principales y participaban en las decisiones de gobierno.[31][32][33]
- Senado (Tlahtoanimeh): Además del consejo de los cuatro señores, existía un cuerpo deliberativo más amplio, a menudo referido como un senado, compuesto por un gran número de nobles y oficiales (tlahtoanimeh).[27][34]  Más que equitativa, la representación en este senado respondía a la importancia y población de cada señorío: Ocotelulco contaba con 200 senadores, Tizatlán con 150, Quiahuiztlán con 100 y Tepeticpac con 50.[35]

#### Liderazgo meritocrático y estratificación social
El acceso a los puestos de poder en Tlaxcallan no se basaba exclusivamente en el linaje, más bien tenía un fuerte componente meritocrático, especialmente ligado al valor y éxito en la guerra. Un guerrero común (masewalli) podía, a través de hazañas militares, ascender a la clase noble (pilli) y en algún momento aspirar a un puesto en el gobierno. Este sistema incentivaba directamente la excelencia militar en toda la sociedad, creando una clase guerrera amplia y altamente motivada, esencial para la defensa sostenida del estado.
Las fuentes describen un riguroso y humillante ritual de iniciación pública para aquellos que aspiraban a convertirse en miembros del senado. Los candidatos, tras demostrar su valía como soldados, debían presentarse desnudos en una plaza pública, donde la multitud los insultaba y golpeaba. Esta prueba extrema de resistencia y humildad servía para filtrar a individuos cuya lealtad estaba con el bien común y el estado por encima de su orgullo personal, fomentando una fuerte ideología cívica.
La sociedad tlaxcalteca estaba estratificada, pero permitía una movilidad social considerable. En la cúspide se encontraban los tetekwtin (los cuatro señores gobernantes) y los tlahtoanimeh (senadores y nobles menores).  A continuación, se situaban los pipiltin (la nobleza en general), los pochteca (comerciantes de larga distancia), los sacerdotes y diversas categorías de guerreros profesionales y artesanos especializados. La base de la pirámide social estaba compuesta por los masewaltin (campesinos libres) y los tlakohtin, que eran una clase de sirvientes no hereditarios. La unidad socioeconómica fundamental era el tekkalli o casa señorial, una entidad corporativa que controlaba tierras y la mano de obra de los comunes adscritos a ella.

#### Evidencia arqueológica de un Estado colectivo
Investigaciones arqueológicas recientes, encabezadas por académicos como Lane Fargher, han proporcionado evidencia física que respalda el modelo de un estado colectivo y descentralizado. El patrón de asentamiento de Tlaxcallan difiere radicalmente de las capitales monárquicas como Tenochtitlan. En lugar de un único y monumental centro ceremonial dominado por un gran palacio y un templo principal, Tlaxcallan se presenta como un extenso y continuo espacio urbano que integraba varios centros más pequeños, reflejando su estructura política policéntrica.
Además, la arquitectura residencial muestra diferencias relativamente menores en tamaño y lujo entre las viviendas de la élite y las de los plebeyos. Esto sugiere una ideología más igualitaria y una política económica «proteccionista», donde el excedente del estado se invertía en bienes colectivos, como las impresionantes murallas defensivas descritas en las crónicas, en lugar de en la construcción de palacios suntuosos para un solo gobernante. La forma física de la ciudad, por lo tanto, es un reflejo directo de su función política. Un estado gobernado por un consejo, en lugar de un rey divinizado, invierte lógicamente sus recursos en la seguridad y la infraestructura colectivas, dejando una huella arqueológica que corrobora las descripciones de un gobierno republicano.
| Señorío (Cabecera) | Significado del nombre en náhuatl     | Función principal                      | Señor gobernante        | Nombre cristiano |
| ------------------ | ------------------------------------- | -------------------------------------- | ----------------------- | ---------------- |
| Tepeticpac         | «Sobre el cerro»                      | Fortaleza militar / Asuntos exteriores | Tlahuexolotzin          | Vicente          |
| Ocotelulco         | «En el lugar de las bolitas de ocote» | Centro económico / Comercial           | Maxixcatzin             | Lorenzo          |
| Tizatlán           | «Lugar de tiza o tierra blanca»       | Centro político / Religioso            | Xicohténcatl «el Viejo» | Gonzalo          |
| Quiahuiztlán       | «Lugar de la Lluvia»                  | Centro artesanal                       | Citlalpopocatzin        | Bartolomé        |

### Economía de resistencia: Agricultura y comercio bajo el bloqueo mexica
La economía de Tlaxcallan, al igual que la de la mayoría de las sociedades mesoamericanas, se sustentaba en una base fundamentalmente agraria. Sus campos producían los cultivos esenciales de la región: maíz, frijol, calabaza, tomate y maguey. El maguey era especialmente versátil y vital, ya que de él se obtenía aguamiel, un edulcorante natural; pulque, una bebida fermentada de gran importancia social y ritual; y fibras para la elaboración de textiles y otros enseres. La fauna doméstica era limitada, consistiendo principalmente en guajolotes (pavos) y una raza de perro sin pelo, el xoloitzcuintli.

#### El bloqueo económico mexica
Durante más de sesenta años antes de la llegada de los españoles, la economía tlaxcalteca se desarrolló bajo la inmensa presión de un severo bloqueo económico impuesto por el Imperio mexica y sus estados vasallos. Lejos de ser un simple obstáculo comercial, este embargo funcionaba como una estrategia de guerra prolongada, diseñada para aislar, debilitar y finalmente someter a Tlaxcala. El bloqueo les impedía comerciar con las prósperas regiones de la costa del Golfo y Centroamérica, privándoles del acceso a bienes cruciales que no podían producir localmente. Entre los productos más importantes que escaseaban se encontraban la sal, el algodón, el cacao, el oro, las plumas exóticas y otros artículos de lujo.

#### Adaptaciones económicas y resiliencia

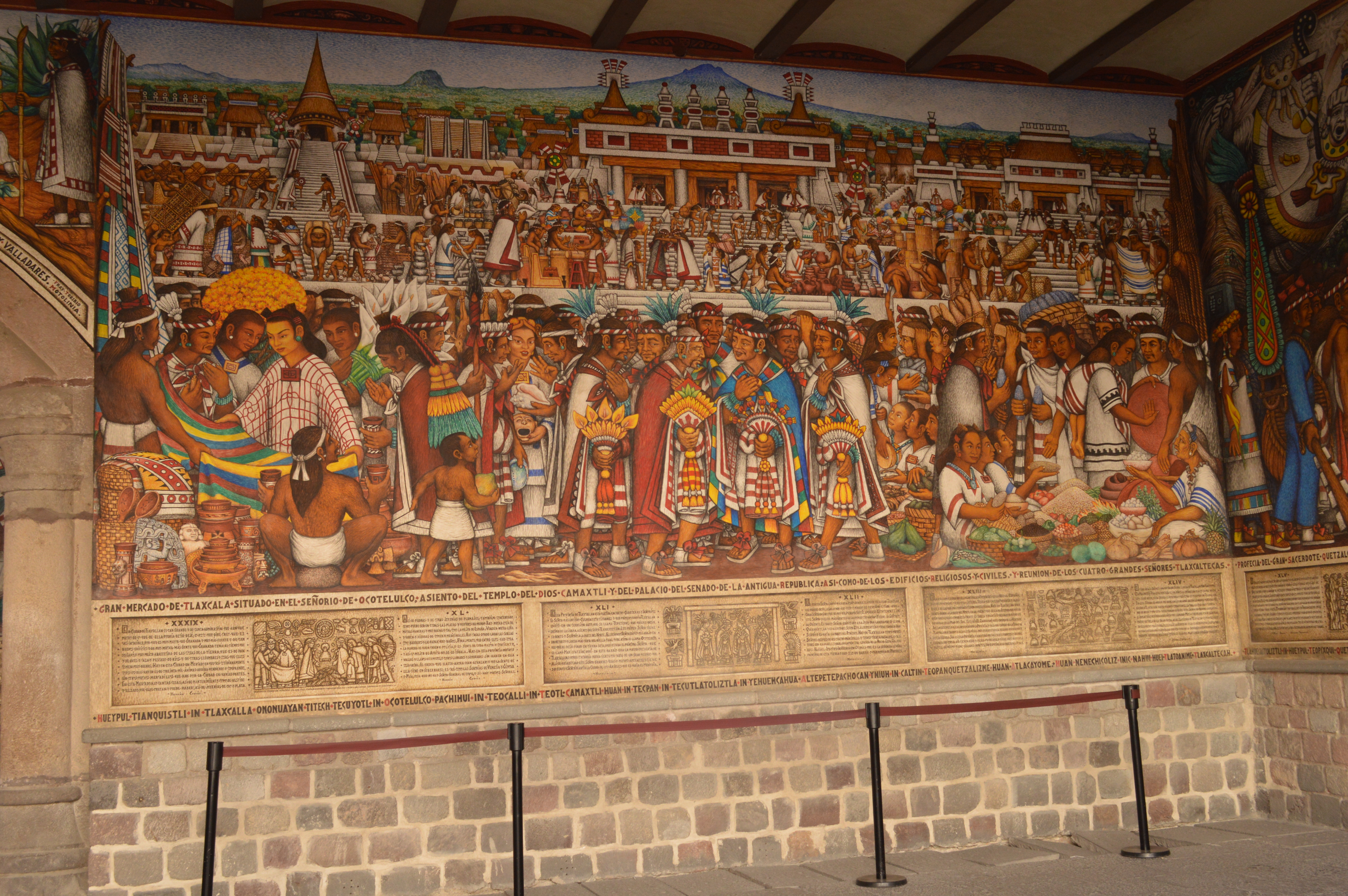
El gran Mercado de Ocotelulco.

El cerco mexica, lejos de provocar el colapso de Tlaxcala, actuó como un catalizador para la innovación y el fortalecimiento de su cohesión interna. La presión externa constante obligó a los tlaxcaltecas a desarrollar notables estrategias de autosuficiencia y a maximizar sus recursos internos, lo que paradójicamente los hizo más resilientes. Una de las carencias más sentidas fue la falta de sal marina.
Los tlaxcaltecas solucionaron este problema mediante la recolección y el procesamiento del tequesquite, una sal mineral que se formaba en las riberas de los lagos locales. Esta adaptación fue tan exitosa que la producción de tequesquite continúa en la región desde entonces. Para garantizar la seguridad alimentaria en un territorio limitado y sostener su formidable aparato militar, los tlaxcaltecas implementaron un sofisticado sistema de agricultura intensiva en los humedales y ciénagas de la región.
Este método, denominado «milpas de guerra», consistía en la construcción de campos elevados o camellones y una red de canales de drenaje. Esta tecnología agrícola les permitía obtener cosechas estables y de alto rendimiento, principalmente de maíz, independientemente de las erráticas lluvias estacionales del Altiplano. Esta agricultura institucional, probablemente gestionada a nivel de las casas señoriales (tekkalli), generaba el excedente necesario para alimentar a la población y financiar las constantes campañas militares, demostrando una planificación económica a nivel estatal.  
La adversidad compartida y la necesidad de encontrar soluciones colectivas, como la sustitución de la sal o la organización del trabajo para la agricultura intensiva, habrían reforzado los lazos comunitarios y la ideología cooperativa que sustentaba su república. Cuando los españoles llegaron, no encontraron un estado famélico y al borde del colapso, sino una sociedad endurecida, autosuficiente y que había sobrevivido a décadas de guerra económica, capaz de movilizar un ejército grande y bien alimentado.

#### Comercio y mercados

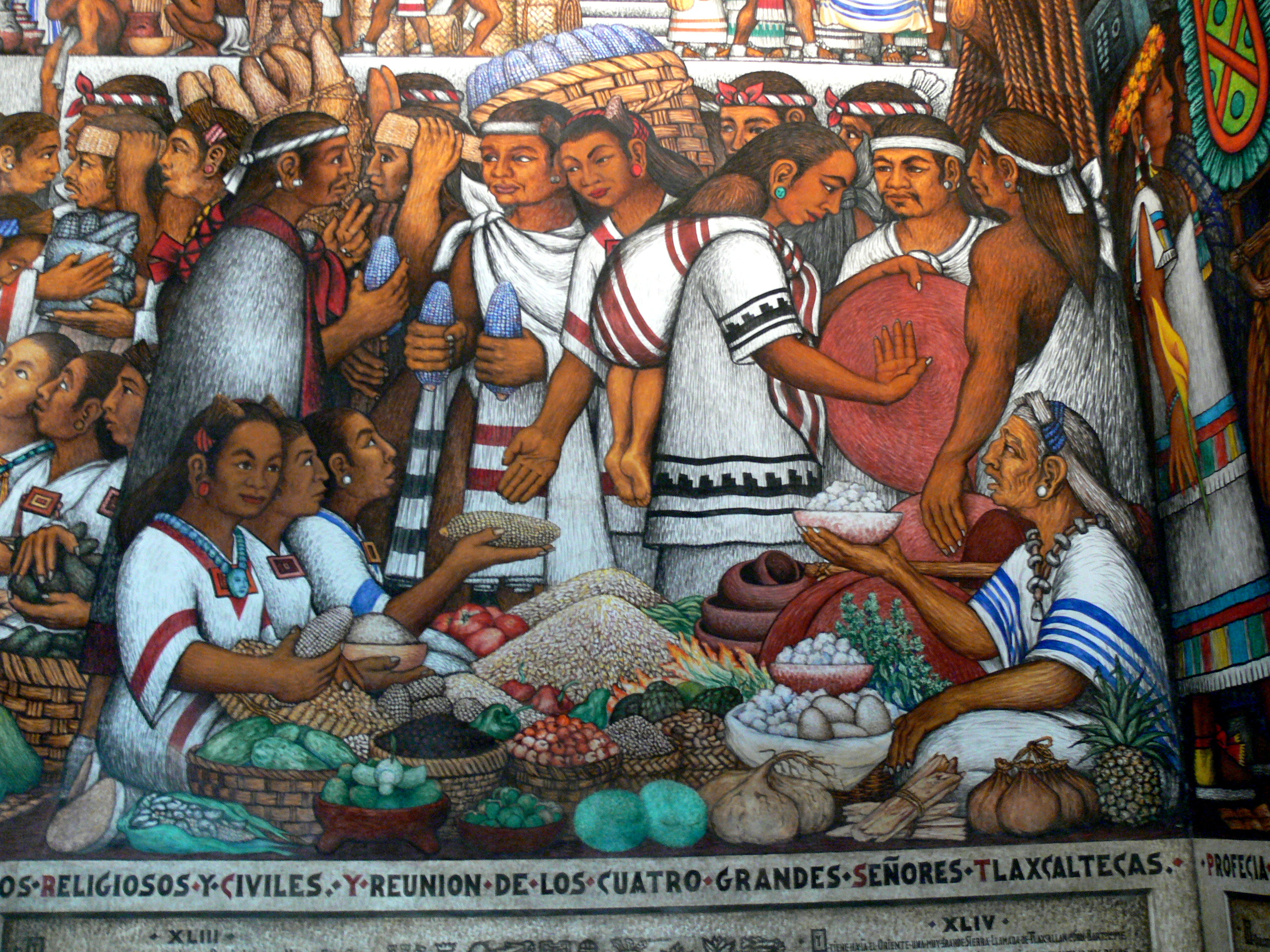
Detalles de comerciantes en el mercado de Ocotelulco, en los murales del Palacio de Gobierno de Tlaxcala, pintados por Desiderio Hernández Xochitiotzin.

A pesar del bloqueo, la actividad comercial no cesó por completo. El gran mercado de Ocotelulco seguía siendo el corazón comercial de la confederación, un vibrante centro de intercambio que, según las crónicas, podía congregar hasta 30 000 personas diariamente. Los tlaxcaltecas comerciaban los productos que tenían en abundancia, como el maíz y, de manera crucial, la cochinilla, un insecto del nopal del que se extraía un tinte rojo o grana de altísimo valor en toda Mesoamérica.
A cambio, obtenían, probablemente a través de redes de comercio clandestino o con los pocos señoríos que no estaban bajo el yugo mexica, los bienes que tanto necesitaban, como cacao y algodón. La figura del Tiankistlahtoatsin o «señor del mercado» en Ocotelulco, adscrito a la casa señorial principal, evidencia la importancia y la organización del comercio incluso bajo las más difíciles circunstancias.

### Un siglo de hostilidades: La guerra perpetua contra el imperio mexica
El conflicto entre Tlaxcallan y la Triple Alianza, liderada por los mexicas, fue el eje geopolítico del Posclásico Tardío en el Altiplano Central. La dinámica beligerante superó con creces los encuentros ocasionales, configurando un conflicto permanente de alta intensidad durante cien años. La naturaleza de esta pugna era fundamentalmente político-militar, debido al implacable expansionismo del Imperio mexica y a la férrea defensa de la soberanía e independencia tlaxcalteca.

#### El debate sobre las «Guerras Floridas»
La interpretación de esta prolongada enemistad ha sido objeto de un intenso debate académico, centrado en el concepto de las «Guerras Floridas» o Xochiyaoyotl. Algunas fuentes coloniales, particularmente aquellas con una perspectiva favorable a los mexicas o texcocanos, como las de Ixtlilxóchitl, describen estas guerras como combates ritualizados y preacordados. Según esta visión, el objetivo principal no era la conquista territorial, más bien la captura de prisioneros de alto rango para el sacrificio religioso, una necesidad para «alimentar» a los dioses, especialmente a Huitzilopochtli.
Esta interpretación sugiere que los mexicas no tenían un interés real en conquistar Tlaxcala, manteniéndola deliberadamente como una especie de «reserva» o «granja» de víctimas para sus rituales. En contraposición, un análisis más crítico, respaldado por una gama más amplia de evidencias, sostiene que las «Guerras Floridas» eran, en esencia, guerras genuinas de conquista y desgaste. El componente ritual, aunque presente, era una característica cultural común a todas las formas de guerra en Mesoamérica, no exclusiva de este conflicto. Los argumentos que apoyan esta visión son sólidos:
- Brutalidad y bajas: Las crónicas describen batallas extremadamente cruentas y con un alto número de muertos en ambos bandos, lo que excede con creces el objetivo de una captura ritual.[55]
- Objetivos políticos: Tlaxcala representaba una amenaza política constante para el imperio, ya que activamente fomentaba rebeliones en las provincias tributarias mexicas, desestabilizando su control hegemónico.[55]
- Ausencia de un pacto: Las fuentes tlaxcaltecas, como las de Muñoz Camargo, no mencionan ningún pacto de guerra ritual. Por el contrario, insisten en que el conflicto era una lucha por la libertad y la supervivencia contra un proyecto imperialista azteca.[56]
- Conquista de otros participantes: El hecho de que los mexicas sí conquistaran y sometieran a otros señoríos que supuestamente participaban en estas guerras, como Huexotzinco y Cholula, contradice la idea de que Tlaxcala gozaba de una exención especial.[55]

La persistencia del concepto de la «Guerras Floridas» como un acuerdo ritual, podría interpretarse como una forma de propaganda mexica post facto. La existencia de un enclave independiente y hostil en el corazón de su imperio representaba un significativo fracaso militar e ideológico para los mexicas, cuya identidad se basaba en la idea de una expansión militar imparable. Reenmarcar este conflicto como una elección religiosa en lugar de un fracaso militar, permitía a la élite mexica salvar las apariencias y minimizar la formidable resistencia y la agencia política de Tlaxcala.

#### Paridad militar y fortaleza tlaxcalteca

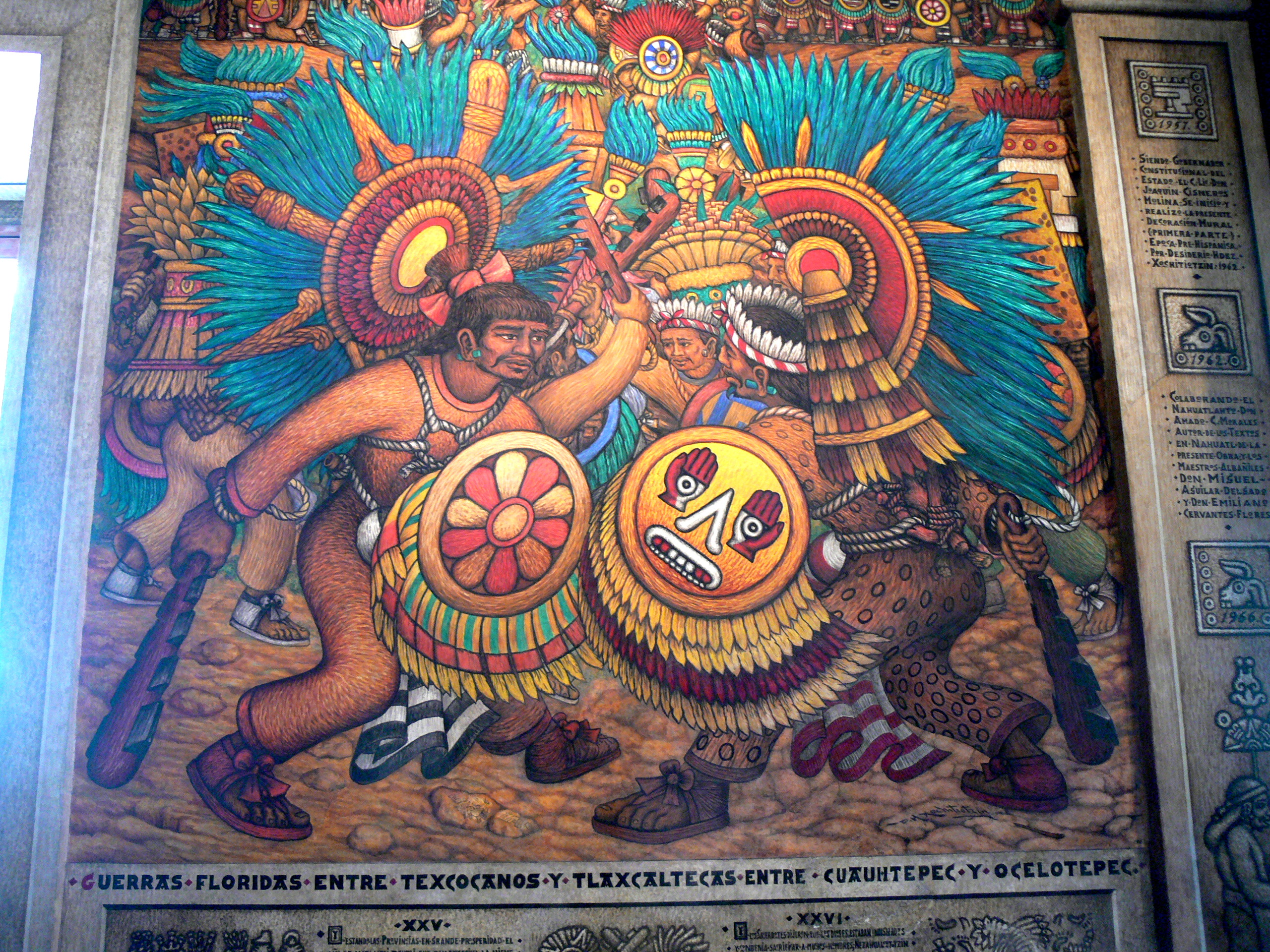
Guerreros tlaxcaltecas pelando contra guerreros de Texcoco, Cuauhtepec y Ocelotepec.

Lejos de ser una víctima pasiva, Tlaxcala era una potencia militar por derecho propio, capaz de enfrentar al Imperio mexica en igualdad de condiciones. Las fuentes históricas documentan importantes victorias tlaxcaltecas, como la ocurrida en 1504 durante el reinado de Moctezuma II, que resultó en una humillante derrota para las fuerzas de la Triple Alianza. Los guerreros tlaxcaltecas eran reconocidos en toda Mesoamérica por su destreza y ferocidad, siendo particularmente hábiles en el uso del arco y la flecha, así como del temible makkwawitl, la espada de madera con filos de obsidiana.
Asimismo, Tlaxcala fortaleció sus capacidades defensivas al acoger en su territorio a grupos disidentes y enemigos de los mexicas, como los otomíes y los chalcas, a quienes integraron en sus guarniciones fronterizas a cambio de tierras y protección. Esta estrategia además de reforzar sus ejércitos, también consolidó su imagen como el principal bastión de la resistencia antimexica en la región.

### La alianza hispano-tlaxcalteca: Un punto de inflexión histórico

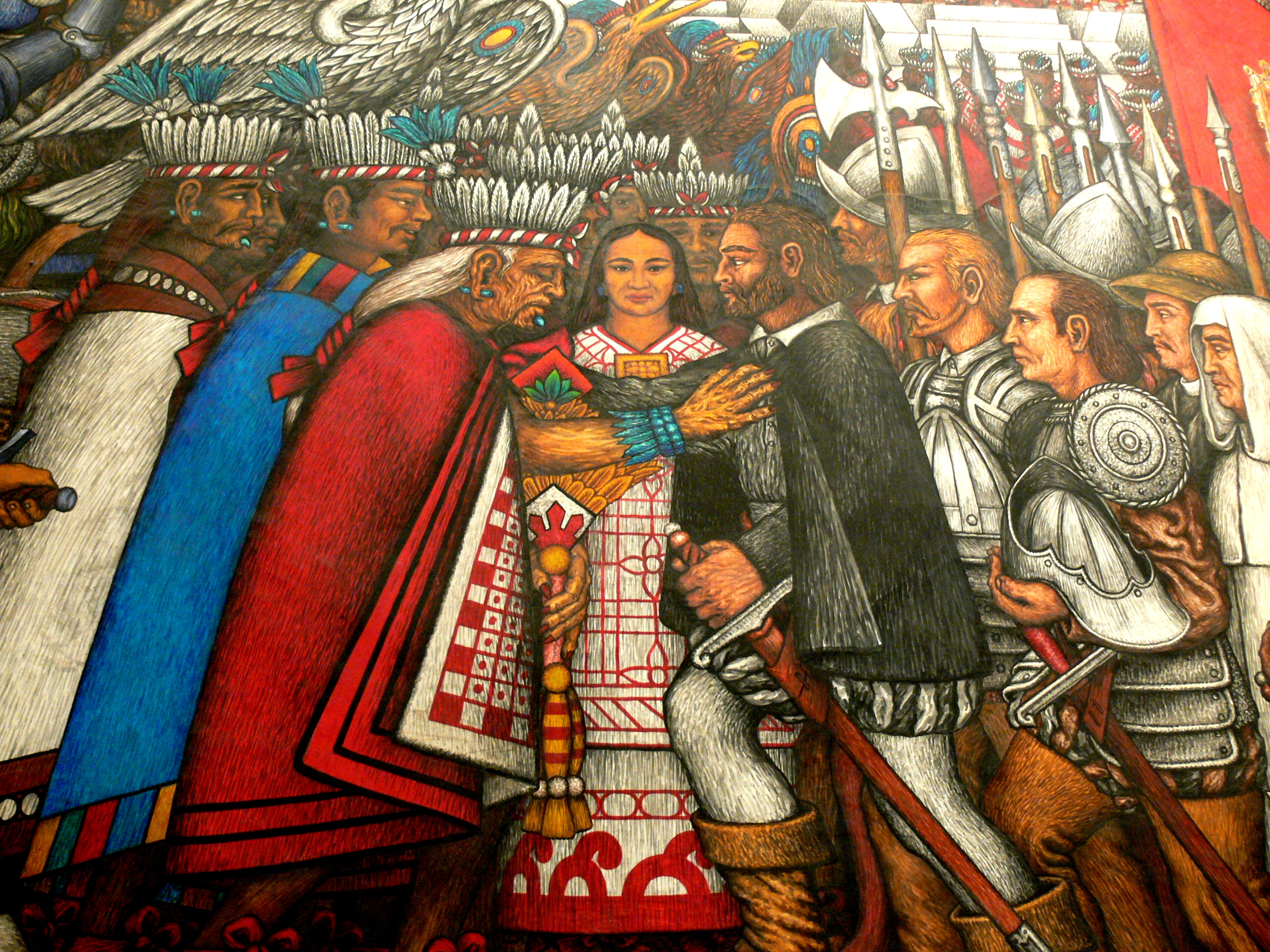
Encuentro entre Cortés y los titulares de los Cuatro Señoríos, detalle de los Murales del Palacio de Gobierno de Tlaxcala.

La llegada de la expedición española liderada por Hernán Cortés en 1519 no creó la hostilidad entre Tlaxcala y los mexicas, sino que introdujo un nuevo y poderoso elemento en una ecuación geopolítica ya existente. La decisión de los tlaxcaltecas de aliarse con los recién llegados fue una medida de realpolitik, una continuación lógica de su política exterior antimexica de un siglo de duración. Fue una decisión pragmática de un estado soberano que actuaba en defensa de sus propios intereses nacionales.

#### El encuentro inicial: Una prueba de fuerza
En septiembre de 1519, cuando las huestes de Cortés, acompañadas por sus nuevos aliados totonacas, llegaron a la frontera de Tlaxcallan, no fueron recibidos como amigos. El senado tlaxcalteca, sospechando que los extranjeros podrían ser aliados de su enemigo Moctezuma, optó por una respuesta militar. Se desató una serie de batallas intensas, comandadas por el general tlaxcalteca Xicohténcatl Axayacatzin, conocido como «el Joven».
A pesar de su abrumadora superioridad numérica, con ejércitos que las crónicas cifran en decenas de miles, los tlaxcaltecas no lograron una victoria decisiva. La tecnología militar española —armas de fuego, ballestas, armaduras de acero y, sobre todo, la caballería— junto con las disciplinadas tácticas de combate europeas, resultaron ser un factor determinante. Los enfrentamientos culminaron en un punto muerto militar, pero sirvieron para que los tlaxcaltecas evaluaran la formidable capacidad bélica de los recién llegados.

#### El gran debate en el Senado tlaxcalteca
El resultado de estas batallas provocó un debate crucial en el seno del gobierno colectivo de Tlaxcala, donde se perfilaron dos facciones con visiones estratégicas opuestas.   
- La Facción de la Guerra: Liderada por el general Xicohténcatl «el Joven», abogaba por continuar la resistencia a toda costa.[67] Él veía a los españoles simplemente como una nueva amenaza a la soberanía tlaxcalteca, sin confiar en sus intenciones.[63]
- La Facción de la Paz: Encabezada por los señores más ancianos y pragmáticos, especialmente Maxixcatzin de Ocotelulco y Xicohténcatl «el Viejo» de Tizatlán (padre del general).[8] Argumentaban que la probada fuerza de los españoles representaba una oportunidad única e irrepetible para derrotar finalmente a sus enemigos, los mexicas.[8][63]

Finalmente, la facción de la paz prevaleció. El consejo tlaxcalteca, en un acto de cálculo estratégico, decidió que una alianza era el camino más beneficioso para sus intereses a largo plazo. No se trataba de una rendición, sino de la formación de una coalición militar entre potencias soberanas con un objetivo común: la destrucción de México-Tenochtitlan. La alianza se selló formalmente el 23 de septiembre de 1519, cuando los españoles fueron recibidos con honores en la ciudad de Tlaxcala.
Este pacto fue fundamental para el éxito de la empresa española. Los tlaxcaltecas proporcionaron un apoyo logístico indispensable, un refugio seguro para los españoles tras su desastrosa derrota en la «Noche Triste», y, lo más importante, el grueso del ejército conquistador, aportando decenas de miles de guerreros de élite que lucharon en todas las campañas subsecuentes.

#### ElLienzo de Tlaxcala: La versión de los vencedores
La perspectiva tlaxcalteca de estos eventos quedó plasmada de forma monumental en el Lienzo de Tlaxcala, un extenso códice pictográfico elaborado a mediados del siglo XVI. Este documento junto con ser una crónica histórica neutral, es una obra de carácter político y legal, diseñada con un propósito muy específico: servir como prueba ante la Corona española de su papel indispensable en la conquista. Su objetivo era justificar y asegurar el cumplimiento de las promesas de privilegios, como la autonomía y la exención de impuestos, que les habían sido otorgadas.
La iconografía del lienzo es una narrativa cuidadosamente construida de «co-conquista». En sus láminas, los guerreros tlaxcaltecas aparecen constantemente luchando al lado de los españoles, a menudo en mayor número y en posiciones de protagonismo. Se representa a los señores tlaxcaltecas negociando con Cortés como sus iguales, y se destaca el papel de figuras como Malintzin como mediadora clave. De manera estratégica, el lienzo magnifica la contribución tlaxcalteca, mientras omite o minimiza la participación de otros importantes aliados indígenas de Cortés, como los totonacas, los huexotzincas o los texcocanos, construyendo así una narrativa que posiciona a Tlaxcala como el socio único y fundamental de la victoria española.

### Los conquistadores tlaxcaltecas: Expansión y privilegios en el virreinato
La alianza tlaxcalteca con Hernán Cortés no concluyó tras la caída de Tenochtitlan en 1521, sino que consolidó un vínculo político-militar de largo alcance. Desde muy pronto los tlaxcaltecas se consideraron «conquistadores» junto a los españoles, no meros auxiliarios: en el Lienzo de Tlaxcala ellos mismos documentaron sus servicios, su lealtad y los privilegios concedidos por Carlos V, como el título de «Leal Ciudad» y un escudo de armas propios.

#### Un estatus privilegiado: La «república de indios»

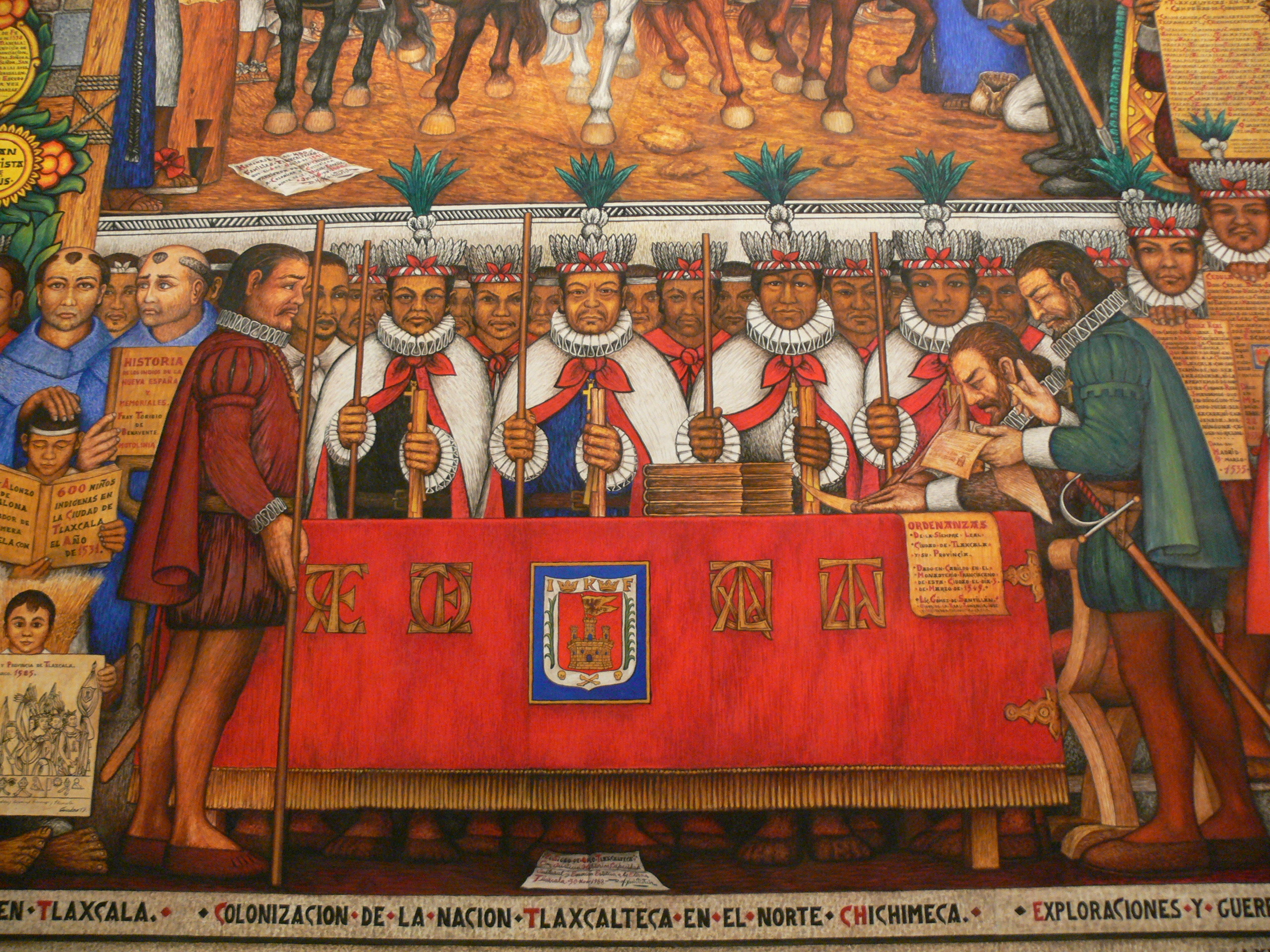
Tlaxcala obtiene el estatus de provincia española, detalle de los Murales del Palacio de Gobierno del Estado de Pueblo.

En recompensa por su lealtad y su decisiva contribución militar, la Corona española otorgó a la provincia de Tlaxcala un estatus legal sin igual en la Nueva España. Fue constituida como una «república de indios», lo que le garantizaba un alto grado de autonomía política. Conservaron su propio gobierno indígena, el Cabildo, que era una continuación de su senado prehispánico, y recibieron el privilegio más codiciado: la exención perpetua del pago de tributos y de la alcabala. Además, los nobles tlaxcaltecas fueron elevados al rango de hidalgos de la nobleza castellana, con derecho a usar el título de «Don», portar armas españolas como espadas y arcabuces, y montar a caballo, prerrogativas normalmente prohibidas para la población indígena.

#### Las capitulaciones de 1591: Carta fundacional de la diáspora

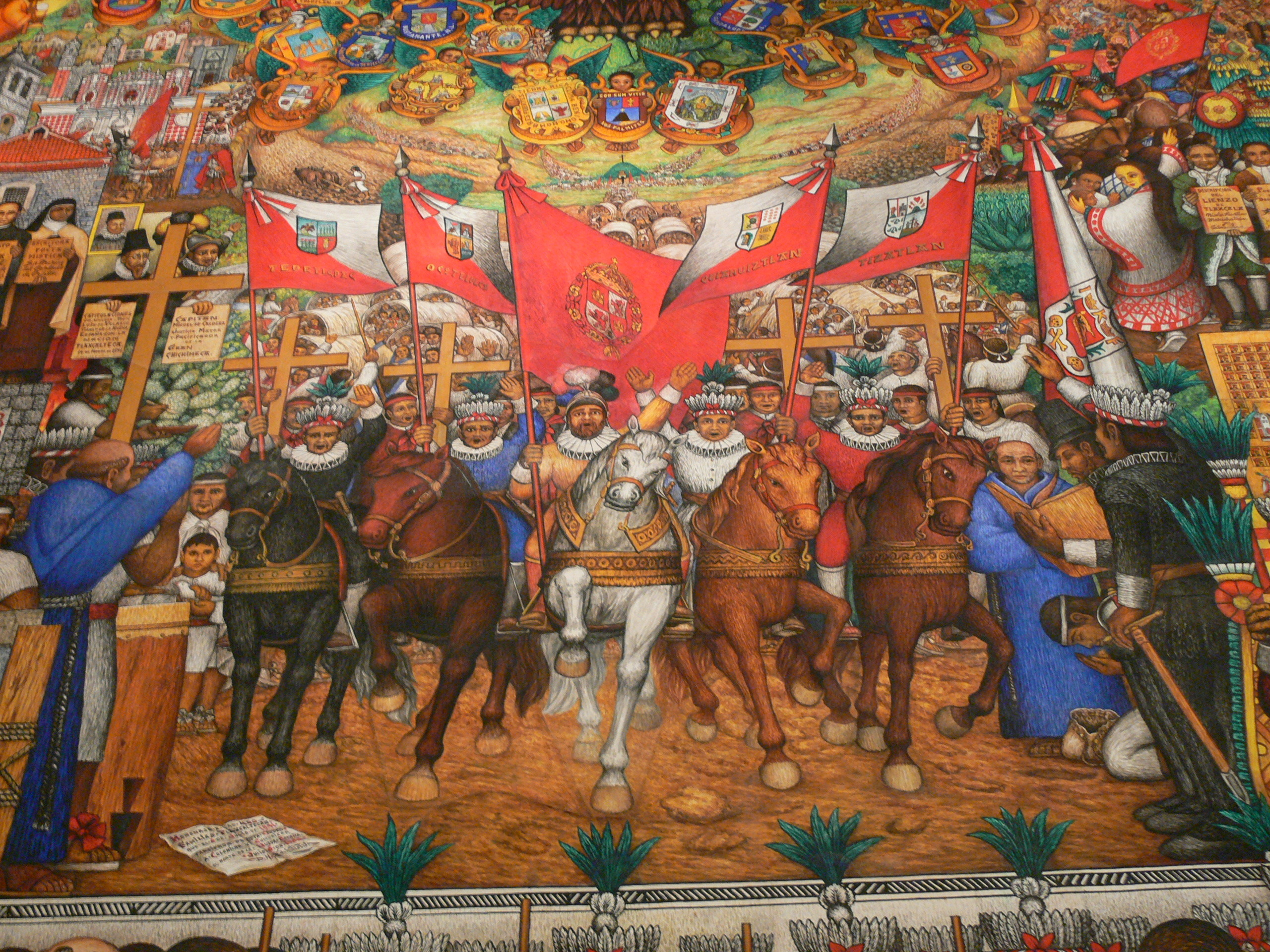
La diáspora tlaxcalteca, en los Murales del Palacio de Gobierno de Tlaxcala.

A finales del siglo XVI, cuando la expansión española hacia el norte se vio frenada por la feroz resistencia de los pueblos seminómadas conocidos genéricamente como chichimecas, el virreinato recurrió una vez más a sus probados aliados. Las Capitulaciones de 1591, firmadas por el virrey Luis de Velasco II, no fueron una orden, más bien un contrato negociado entre dos entidades políticas. En ellas se acordó el traslado de 400 familias tlaxcaltecas para establecer colonias en la frontera norte. Estos acuerdos reafirmaron y extendieron sus privilegios a los nuevos territorios.
Se les garantizó la propiedad de tierras, la exención de impuestos y servicios personales, y una estricta separación jurídica y física de los asentamientos españoles. Su misión era actuar como «indios madrineros», es decir, como un modelo de vida civilizada para los pueblos chichimecas. Debían enseñarles la agricultura sedentaria, la doctrina cristiana y las formas de organización social hispanas e indianas, sirviendo como una cuña de pacificación y aculturación en una región hostil.
| Categoría de privilegio | Términos específicos otorgados | Fuente (s)    |
| ----------------------- | --- | ------------- |
| Estatus y nobleza       | Estatus perpetuo de hidalgos (nobles) para los colonos y sus descendientes. Derecho a usar el título «Don».                                               | [ 84 ] [ 85 ] |
| Exención fiscal         | Exención perpetua de toda forma de tributo, impuesto a las ventas (alcabala) y otros.                                                                     | [ 79 ]        |
| Exención laboral        | Exención perpetua de servicios personales y reclutamientos para trabajos forzados.                                                                        | [ 82 ]        |
| Derechos militares      | Derecho para los principales y sus descendientes a poseer y portar armas españolas (espadas, armas de fuego) y a montar caballos ensillados.              | [ 79 ]        |
| Tierra y propiedad      | Concesiones garantizadas de tierras, pastos y derechos de agua. Protección contra la invasión de estancias de ganado mayor españolas.                     | [ 85 ]        |
| Autonomía política      | Derecho a establecer sus propios pueblos autónomos con sus propios cabildos (ayuntamientos) de liderazgo indígena, separados de la jurisdicción española. | [ 84 ] [ 82 ] |

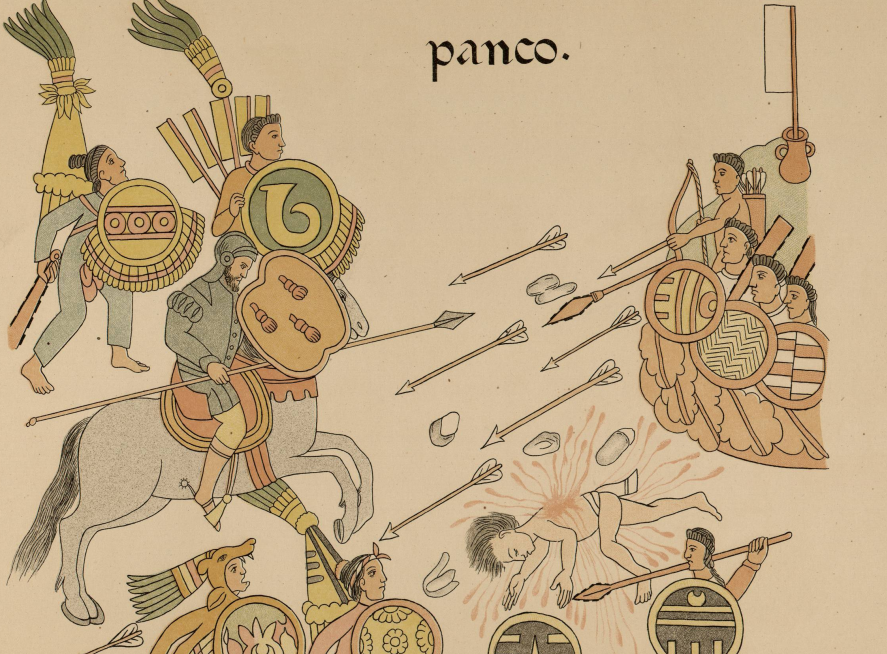
Tlaxcaltecas en Pánuco.

Algunas de las misiones y pueblos que fundaron los tlaxcaltecas en el actual territorio del estado de Nuevo León fueron San Miguel de Aguayo (hoy Bustamante), Nueva Tlaxcala de Nuestra Señora de Guadalupe de Horcasistas (hoy Guadalupe), Santiago de las Sabinas (hoy Sabinas Hidalgo) y muchas otras. Agustín de la Cruz, fundador del primero, es reconocido como uno de los colonizadores tlaxcaltecas más influyentes del noreste mexicano.
En el estado de Coahuila fundaron la ciudad de San Esteban de Nueva Tlaxcala, hoy parte de Saltillo. También en Coahuila, desde su fundación, Santa María de las Parras (hoy Parras de la Fuente) fue gobernada por autoridades indígenas, donde también convivían con una minoría de españoles. Asimismo, solamente los tlaxcaltecas podían votar y ser votados en la elección de rector y diputado, que eran las autoridades máximas.
Asimismo, participaron miles en la conquista de la Huasteca y la colonización del norte del Nuevo Reino de León, cuya presencia en el último ayudó a integrar grupos de indígenas coahuiltecos, principalmente alazapas, a la sociedad virreinal. Ejemplo de ello fue el involucramiento de algunos de ellos en un homenaje hecho en honor al fallecimiento de Felipe V en San Miguel de Aguayo y que, para 1775, algunos alazapas ya tenían permitido montar a caballo y portar armas.

##### En Centroamérica

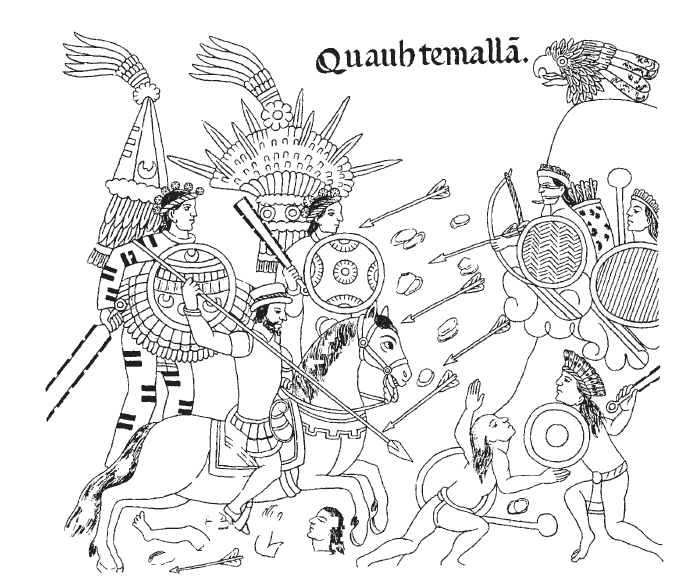
Tlaxcaltecas en Guatemala.

Entre los años 1524 y 1527, Pedro de Alvarado (esposo de Tecuelhuetzin Xicohténcatl), junto con un gran número de tlaxcaltecas en sus filas, conquistó los señoríos mayas de Guatemala y a los cuzcatlecos de El Salvador. En buena parte debido a la colonización tlaxcalteca, hoy muchas ciudades desde Guatemala hasta Nicaragua tienen topónimos de origen náhuatl.
A partir de la conquista, se estableció un sistema donde los tlaxcaltecas y sus descendientes gozaron de grandes privilegios durante siglos, se les otorgaron títulos de armas, usaban armas de fuego y caballos, y no pagaban impuestos. En el siglo XVII, comenzaron a denominarse «tlaxcaltecas de Ciudad Vieja» o «mexicanos de Ciudad Vieja», y todavía durante el siglo XIX se siguió reconociendo la presencia tlaxcalteca en Guatemala.

##### En Estados Unidos
En la fundación de las ciudades de Santa Fe, Albuquerque, Las Cruces, San Antonio y San Andrés de Nava, los colonizadores tlaxcaltecas acompañaron a los españoles y ayudaron a poblar y a frenar las revueltas de los indígenas de Nuevo México y Texas. En Santa Fe, el barrio de Analco fue fundado y poblado por tlaxcaltecas, así como en Albuquerque, el barrio de Atrisco. En ambos, junto con los españoles sufrieron la revuelta pueblo. Después de la rebelión, la mayoría se estableció en El Paso. Otra localidad neomexicana, Nueva Tlaxcala (hoy Taos), fue nombrada así en honor a los colonizadores.
Hubo también en la expedición del conquistador Juan de Oñate (yerno de Leonor Cortés Moctezuma). Se sabe que eran mineros en el Monte Chalchihuitl (al que le pusieron este nombre náhuatl), en la localidad de Los Cerrillos, pues, aunque los españoles no le dieron importancia al mineral que abunda allí (la turquesa), los tlaxcaltecas la apreciaban por encima de cualquier otra piedra.

##### En las Islas Filipinas
Tlaxcaltecas acompañaron a Miguel López de Legazpi en la conquista de las Islas Filipinas, donde parte de la tripulación era tlaxcalteca. Allí se asentaron y se mezclaron con la sociedad indígena tagala. También participaron en exploraciones en islas del Pacífico, además de sumarse, junto a otros novohispanos, a las guerras de la región al lado de los españoles.
Un ejemplo notable es su papel en las Batallas de Cagayán de 1582, donde guerreros tlaxcaltecas, entre otros soldados novohispanos, equipados con armamento español y sus propias tácticas, combatieron con éxito contra piratas asiáticos, principalmente wakō, asegurando el control español del norte de Filipinas. El legado de los tlaxcaltecas y, en general, de los pueblos nahuas en el archipiélago se puede notar en muchos aspectos, desde su gastronomía (principalmente los tamales) hasta influencias en sus idiomas más hablados, como el filipino y el cebuano, los cuales hoy en día contienen un gran número de palabras provenientes del náhuatl.

##### En Sudamérica
La expedición de Pedro de Alvarado al Perú partió de Guatemala a principios de 1534. Según una tradición difundida en algunas crónicas coloniales posteriores y recogida por diversos autores, dicha fuerza habría incluido un importante contingente tlaxcalteca, atraído por el matrimonio de Alvarado con Tecuelhuetzin Xicohténcatl (bautizada como doña Luisa Xicohténcatl).
Se afirma que, de los aproximadamente 4 000 hombres que partieron, la mitad —unos 2 000— serían indígenas de Guatemala y Tlaxcala, y que, tras cruzar la costa de lo que hoy es Ecuador y avanzar hacia el sur, unos 750 tlaxcaltecas se quedaron en el nuevo territorio, de los cuales cerca de 200 habrían intervenido en la fundación de Lima y el resto en la reorganización de la plaza de Cuzco. Se tiene conocimiento de un gran número de personas que en el siglo XVI ya tenían en Cuzco el apellido «mexicano», por lo que eran originarios de la región llamada Reino de México.
 

Sin embargo, las fuentes españolas manuscritas del siglo XVI no registran la presencia explícita de guerreros tlaxcaltecas en la expedición de Alvarado. Ni Pedro Cieza de León en su Crónica del Perú, ni Pedro Pizarro en sus Relaciones hacen mención de acompañantes indígenas mesoamericanos en las campañas contra el imperio inca.
Don Diego de Almagro, con algunos españoles, fué a Quito porque tubo nueua que don Pedro de Alvarado auía desembarcado en Puerto Viejo con quinientos hombres que pasó de Guatimala, y que yba atravesando las / montañas desde Puerto Viexo hazia Quito, como fué así. En este Quito estaua [Sebastián de] Benalcáçar, con alguna xente que auía recogido por mandado del Marqués, de Tangaralá, que auía benido de Nicaragua después que se auía poblado.
De igual modo, los registros de las fundaciones de Lima (1535) y de la refundación de Cuzco no contienen referencias directas a pobladores originarios de la región del México central, lo que sugiere que la participación tlaxcalteca permanece en el ámbito de la tradición y la hipótesis historiográfica.

## Actualidad
El estatus de Tlaxcala cambió drásticamente con el fin del virreinato y el surgimiento de México como país independiente a principios del siglo XIX. El nuevo estado nación buscaba construir mediante asimilación una identidad propia y un mito fundacional que unificara a una población diversa. La élite criolla y mestiza que lideró este proceso optó por una narrativa de origen centrada en una idealización del pasado prehispánico, seleccionando cuidadosamente a sus héroes y villanos. Se exaltó la figura del Imperio mexica y de su último tlahtoani independiente, Cuauhtémoc, como el símbolo de la resistencia heroica y la semilla de la nacionalidad. La conquista fue simplificada en un relato maniqueo: los valientes indígenas (mexicas) contra los opresores invasores (españoles). En esta nueva historia oficial, la complejidad política de Mesoamérica y la existencia de alianzas y rivalidades indígenas no tenían cabida.
Dentro de este marco, la alianza estratégica de Tlaxcala fue reinterpretada como una traición. Se les etiquetó así por haberse aliado con extranjeros para destruir a sus «hermanos de raza». Este estigma se consolidó a través del sistema educativo y el discurso político durante más de un siglo, arraigándose profundamente en el imaginario popular mexicano y opacando su rol como pueblo fundador. Sin embargo, desde finales del siglo XX, una corriente de revisionismo histórico, encabezada por académicos como Federico Navarrete y Andrea Martínez Baracs, ha comenzado a desafiar esta visión tradicional. Basándose en fuentes primarias y en un análisis despojado de anacronismos influidos por ideas nacionalistas, estos historiadores han revalorizado las decisiones de Tlaxcala como actos de una realpolitik coherente con su contexto.
El debate académico coincide con la persistencia de un legado vivo. Los nahuas de Tlaxcala, emparentados también con los otomíes, han llegado a desarrollarse y mantener su organización en los pueblos de la falda occidental del volcán La Malinche o «Matlalcueye», primordialmente en las poblaciones de Acxotla del Monte, San Pedro Tlalcuapan, San Pedro Muñoztla, San Pedro Xochiteotla, San Felipe Cuauhtenco, San Miguel Xaltipan, Guadalupe Tlachco, San Isidro Buen Suceso, San Pablo del Monte, San Cosme Mazatecochco, San Bartolomé Cuahuixmatlac y San Rafael Tepatlaxco. Allí existe hoy en día la identidad de los nahuas de Tlaxcala, que resistieron el empuje mexica y fueron fieles compañeros de armas de las tropas de Hernán Cortés, participando en la creación del futuro México.
Asimismo, varios grupos nahuas de origen tlaxcalteca que se asentaron en otras regiones del país conservan su identidad y herencia cultural ligada a Tlaxcala. Este es, por ejemplo, el caso de los naturales del municipio de Bustamante, en Nuevo León, y el de las comunidades indígenas del municipio de Lagos de Moreno, en Jalisco. La existencia de estas comunidades es un testimonio tangible que contradice la narrativa del olvido (incluyendo el mito del mestizaje) y exige una visión más inclusiva y precisa sobre la pluralidad de actores que participaron en la conformación del México actual, reivindicando su historia como pueblo originario.